# Faaite (Polinesia Francesa)
Faaite es una comuna asociada de la comuna francesa de Anaa  que está situada en la subdivisión de Islas Tuamotu-Gambier, de la colectividad de ultramar de Polinesia Francesa.

## Composición
La comuna asociada de Faaite comprende los atolones de Faaite, Motutunga y Tahanea:
| Comuna asociada de Faaite |     |      |       |
| Faaite                    | 401 | 8.87 | 45.21 |
| Motutunga                 | 0   | 1.38 | 0     |
| Tahanea                   | 0   | 7.7  | 0     |

## Demografía
| Gráfica de evolución demográfica de Faaite entre 1977 y 2012 |
|                                                              |

Fuente: Insee